# Andenarmee

Flagge der Andenarmee, heute auch Flagge der Provinz Mendoza

Die Andenarmee (Spanisch: Ejército de los Andes) war eine militärische Einheit unter der Führung von José de San Martín. Er nutzte sie, um Chile, das damals noch eine Kolonie Spaniens war, in die Unabhängigkeit zu führen. 1817 überquerte die Armee die Anden von Argentinien aus, um die spanische Armee aus Chile zu vertreiben. 
Die Anzahl der Truppen schwankt je nach Quelle: Einige glauben, die Andenarmee habe nicht mehr als 3500 Männer umfasst, andere gehen von einer Zahl von gut 6000 Soldaten aus. Die Armee setzte sich aus Argentiniern und Chilenen zusammen. Außerdem dienten noch 1200 Männer in den Hilfstruppen. Der Kongress von Tucumán stimmte de San Martíns Vorschlag zu, der vorhatte, zwischen 1814 und 1817 eine Armee auf ihre Feuerprobe zu schulen. Da die Armee zu großen Teilen aus unerfahrenen Soldaten oder Rekruten bestand, setzte de San Martín ganz bewusst auf Disziplin, die er auch von erfahrenen Truppen erwarten würde, da er nicht beabsichtigte, einen „bunten Narrenhaufen“ in eine Schlacht zu führen. 
Um die Armee besser über die Anden führen zu können, entschied sich de San Martín Anfang des Jahres 1817, die Armee zu teilen. Eine größere Gruppe wurde von ihm, eine andere von Juan Gregorio de Las Heras, einem militärischen Führer, der auch noch in späteren Schlachten der Andenarmee Führungsrollen übernahm, geführt. Der Armeeteil de San Martíns schlug den südlichen Weg ein. 
Es gab noch einige kleinere Truppenteile, die die Hauptarmee flankieren sollten. Diese Truppenteile umfassten kaum mehr als hundert Mann, darunter teilweise Infanterie. Viele dieser Soldaten waren ehemalige chilenische Soldaten, die nun für die Freiheit der Kolonie kämpften. 
Nach der Überquerung der Anden traf die Armee unter de San Martín auf die spanische Armee und war in der Lage, dieser in vielen Schlachten Niederlagen beizubringen und sie letzten Endes zum Abzug aus Chile zu zwingen.